# Ван Кинс, Матс
Матс ван Кинс (нидерл. Mats van Kins; род. 17 декабря 1998, Лейден, Южная Голландия) — нидерландский футболист, полузащитник.

## Клубная карьера
Ван Кинс — воспитанник клуба АДО Ден Хааг. 22 декабря 2017 года в матче против «Зволле» он дебютировал в Эредивизи. В конце марта 2020 года его контракт с клубом был расторгнут. В том же году стал игроком клуба «Нордвейк», за который выступал его отец Март в 1990-е годы. В составе клуба дебютировал 5 сентября 2020 года в матче второго дивизиона против клуба АФК, выйдя на замену. В дебютном сезоне сыграл пять матчей в чемпионате и одну игру в кубке страны. В августе 2021 года покинул клуб.